# Stjepan Đureković
Stjepan Đureković (Petrovaradin, 8 augustus 1926 - Wolfratshausen, 28 juli 1983) was een Kroatische politieke dissident en zakenman die in 1983 in West-Duitsland door de  Joegoslavische geheime politie (UDBA) werd vermoord. Hij was eerder de  CEO van het staatsbedrijf INA benzinebedrijf. In 1982 liep hij over naar West-Duitsland en werd actief in Kroatische emigratiekringen die zich verzetten tegen  Joegoslavië.

## Vroeg leven
Đureković werd geboren in Bukovac bij Petrovaradin. Tijdens de Tweede Wereldoorlog vermeed hij dienst in de strijdkrachten van de Onafhankelijke Staat van Kroatië om zich bij de Partizanen aan te sluiten.

## Verplaatsing naar West-Duitsland
Na de oorlog steeg hij naar een positie binnen INA. In 1982 liep hij over naar West-Duitsland, waar hij betrokken raakte bij het Kroatische Nationale Comité, een Kroatische nationalistische organisatie. Samen met Ivan Botić publiceerde hij Joegoslavië in crisis, waarin de twee aanvoerden dat de hoge inflatie en werkloosheid van Joegoslavië resulteerde in de exploitatie van Kroatische middelen.

### Moord
Đureković werd vermoord in het Beierse Wolfratshausen door UDBA-agenten in 1983 in "Operation Dunav". De resten van Đureković zijn in 1999 herbegraven op Zagreb Mirogoj begraafplaats.
In 2005 vaardigde Duitsland een aanhoudingsbevel uit tegen Josip Perković wegens zijn betrokkenheid bij de moord. Krunoslav Prates werd ook berecht wegens aanklachten met betrekking tot de misdaad. 
De Duitse rechtbank probeerde Prates gedreigd actie te ondernemen tegen Kroatische functionarissen die tijdens het proces de getuigenis belemmeren, inclusief Kroatische president Stjepan Mesić. In 2008 werd Krunoslav Prates veroordeeld tot levenslang in de gevangenis wegens zijn rol in de moord. 
In 2009 heeft het Duitse Bundeskriminalamt een arrestatiebevelen uitgevaardigd voor Zdravko Mustač, Ivan Cetinić, Ivan Lasić en Boris Brnelić voor betrokkenheid bij de moord. In oktober 2009 arresteerde de Duitse politie Luka Sekula, een Kroatische met het Zweedse staatsburgerschap, voor deelname aan de moord.  
Op 1 januari 2014 werd Josip Perković gearresteerd in Zagreb. Zijn proces begon in Duitsland medio 2014. In augustus 2016 werden zowel Perković als Zdravko Mustač schuldig bevonden in een vonnis in eerste aanleg en veroordeeld tot levenslange gevangenisstraf voor de moord op Đureković.

## Publicaties
- Ik, Josip Broz-Tito: een roman, 1982
- Hoe Joegoslavië Kroatië heeft gestolen, 1982
- Communism: Great Threats, 1982
- Sinovi orla = Bijt 'van Eagles: roman, 1982
- Slom ideala: (ispovijed Titovog ministra): roman, 1982, New York, 1983
- Red Menagers, Washington, 1983
- Joegoslavië in crisis: de politieke en economische dimensies, New York, 1983 (co-auteur van Ivan Botić)
- Joegoslavië's energiecrisis, 1983

- Gemeinsame Normdatei: 1060780747
- International Standard Name Identifier: 0000 0004 4030 1545
- Library of Congress Control Number: n83067416
- Nationale Bibliotheek van Tsjechië: js2015867576
- Système universitaire de documentation: 19255686X
- Virtual International Authority File: 311574896
- WorldCat: E39PBJwXcbkRtFQrHXqPgYmDbd